# Alperen Şengün
Alperen Şengün (Giresun, 25 de julho de 2002) é um jogador turco de basquete profissional que atualmente joga pelo Houston Rockets da National Basketball Association (NBA).
Profissionalmente, ele jogou no Bandırma Kırmızı, Teksüt Bandırma e Beşiktaş da Turquia antes de ser selecionado pelos Rockets como a 16º escolha geral no draft da NBA de 2021.

## Início da vida e carreira juvenil
Şengün nasceu em Giresun, no nordeste da Turquia, em 25 de julho de 2002. Seus pais queriam que ele fosse um nadador mas ele preferia o basquete, pois foi inspirado por ver seu irmão mais velho praticar o esporte. No início, ele competiu em ambos os esportes simultaneamente. No entanto, devido a questões práticas, como a falta de tempo necessário para treinar adequadamente para ambos os esportes, ele teve que escolher entre os dois e finalmente decidiu continuar com o basquete.

### Universidade de Giresun (2012–2014)
Em 2012, Şengün começou a jogar basquete nas divisões de base da Universidade de Giresun, onde jogou até 2014.

### Banvit (2014–2019)
Após sua descoberta pelo técnico Ahmet Gürgen, durante um festival esportivo juvenil, Şengün mudou-se de Giresun para Bandırma, para se juntar as divisões de base do Bandırma Kırmızı. Na temporada 2018-19, enquanto competia com os juniores do Banvit, Şengün venceu a Liga Turca Júnior e foi nomeado MVP.

## Carreira profissional

### Bandırma Kırmızı (2018–2019)
Şengün começou sua carreira profissional no Bandırma Kırmızı na temporada 2018-19 da Segunda Liga Turca. Em 29 jogos disputados no torneio, ele teve médias de 10,8 pontos, 6,8 rebotes e 1,2 assistências.

### Teksüt Bandırma (2019–2020)
Şengün se juntou ao Teksüt Bandırma da Liga Turca para a temporada de 2019-20. Em 22 jogos disputados no torneio, ele teve médias de 5,0 pontos e 3,9 rebotes. Ele também jogou na Liga dos Campeões da FIBA e ele teve médias de 6,6 pontos e 3,3 rebotes em 15 jogos disputados.

### Beşiktas (2020–2021)
Em agosto de 2020, Şengün assinou um contrato de três anos com o Beşiktaş. Ele teve uma excelente temporada regular com médias de 19,2 pontos, 9,4 rebotes, 2,5 assistências, 1,3 roubos de bola e 1,7 bloqueios em 29 jogos disputados. Em 12 de maio de 2021, ele foi nomeado MVP da temporada regular da liga. No mesmo dia, ele anunciou sua decisão de entrar no draft da NBA de 2021.
No geral, na temporada de 2020-21 da Liga Turca (temporada regular e playoffs), ele teve médias de 18,6 pontos, 8,9 rebotes, 2,7 assistências, 1,3 roubadas de bola e 1,5 bloqueios em 34 jogos. Ele também jogou no Copa Europeia da FIBA e teve médias de 23,0 pontos, 7,3 rebotes, 2,7 assistências, 1,7 roubadas de bola e dois bloqueios em três jogos disputados.

### Houston Rockets (2021–Presente)
Şengün foi selecionado pelo Oklahoma City Thunder como a 16ª escolha geral no draft da NBA de 2021 e foi negociado com o Houston Rockets por duas futuras escolhas de primeira rodada. Em 7 de agosto de 2021, ele assinou um contrato de 4 anos e US$15.5 milhões com os Rockets.
Em 20 de outubro, Şengün fez sua estreia na NBA e registrou 11 pontos, seis rebotes, duas assistências e três roubadas de bola na derrota por 124-106 para o Minnesota Timberwolves. Em 9 de março de 2022, ele registrou 21 pontos e 14 rebotes em uma vitória na prorrogação por 130-139 contra o Los Angles Lakers. Em 26 de março de 2022, Şengün teve 27 pontos e sete rebotes na vitória por 115-98 sobre o Portland Trail Blazers.

## Carreira na seleção

### Seleção júnior
Şengün competiu com a Seleção Turca no EuroBasket Sub-16 de 2018 em Novi Sad, Sérvia, onde terminou a competição com a medalha de bronze após ter médias de 14,4 pontos, 9,4 rebotes, 2,0 assistências, 1,6 roubadas de bola e 1,4 bloqueios. Ele também fez parte da Seleção Turca que competiu na Copa do Mundo Sub-17 de 2018 na Argentina. A Turquia terminou o torneio em quinto lugar e ele teve médias de 15,9 pontos, 12,3 rebotes e 2,0 assistências.
Şengün também jogou no EuroBasket Sub-18 de 2019 e conquistou a medalha de prata do torneio. Em sete jogos disputados, ele teve médias de 11,9 pontos, 9,0 rebotes, 2,0 assistências, 1,6 roubadas de bola e 1,7 bloqueios.

### Seleção Sênior
Em novembro de 2020, Şengün ingressou na seleção principal da Turquia nas Eliminatórias do EuroBasket de 2022. Em quatro jogos disputados, ele teve médias de 12,0 pontos, 7,3 rebotes, 1,0 assistências, 1,3 roubadas de bola e 1,0 bloqueios.

## Perfil do jogador
Os comentaristas e olheiros da NBA o consideraram um dos mais "habilidosos" e "produtivos" que entraram no draft da NBA de 2021 após sua temporada "dominante" na Liga Turca. Şengün é adicionalmente equipado com uma habilidade de passe impressionante e de elite que é complementada pelo que os olheiros veem como uma sensação avançada de quadra. Como defensor, ele é mais eficaz em confrontos com bola isoladamente contra outros grandes jogadores, embora sua defesa em geral tenha sido questionada.
Seu conjunto de habilidades foi comparado a outros grandes homens europeus como Nikola Jokić, Domantas Sabonis e Nikola Vučević, e outros jogadores como Kevin Love, Bobby Portis e Tom Gugliotta.
Embora Şengün possua uma grande variedade de habilidades, os olheiros notaram seu atleticismo como um ponto fraco. Seus pés pesados e movimentos lentos podem ser uma desvantagem, já que sua falta de comprimento limitam sua capacidade de defender no aro e defender jogadas pick and roll.

## Estatísticas da carreira

### NBA
Temporada Regular
| Ano      | Equipe   | PJ  | PT  | MPJ  | AP    | 3P   | LL   | RT   | AS  | BR  | TO | PPJ  |
| -------- | -------- | --- | --- | ---- | ----- | ---- | ---- | ---- | --- | --- | -- | ---- |
| 2021-22  | Houston  | 72  | 13  | 20.7 | .474  | .248 | .711 | 5.5  | 2.6 | .8  | .9 | 9.6  |
| 2022-23  | Houston  | 75  | 72  | 28.9 | .553  | .333 | .715 | 9.0  | 3.9 | .9  | .9 | 14.8 |
| 2023-24  | Houston  | 63  | 63  | 32.5 | .537  | .297 | .693 | 9.3  | 5.0 | 1.2 | .7 | 21.1 |
| 2024-25  | Houston  | 76  | 76  | 31.5 | .496  | .233 | .692 | 10.3 | 4.9 | 1.1 | .8 | 19.1 |
| Carreira | Carreira | 286 | 224 | 28.3 | .518  | .272 | .701 | 8.6  | 4.1 | 1.0 | .9 | 16.0 |
| All-Star | All-Star | 1   | 0   | 4.3  | 1.000 | —    | —    | 1.0  | .0  | .0  | .0 | 4.0  |

Playoffs
| Ano      | Equipe   | PJ | PT | MPJ  | AP   | 3P   | LL   | RT   | AS  | BR  | TO | PPJ  |
| -------- | -------- | -- | -- | ---- | ---- | ---- | ---- | ---- | --- | --- | -- | ---- |
| 2025     | Houston  | 7  | 7  | 36.6 | .450 | .375 | .625 | 11.9 | 5.3 | 1.9 | .4 | 20.9 |
| Carreira | Carreira | 7  | 7  | 36.6 | .450 | .375 | .625 | 11.9 | 5.3 | 1.9 | .4 | 20.9 |

### Liga Turca
| Ano      | Equipe           | PJ | MPJ  | AP   | 3P   | LL   | RT  | AS  | BR  | TO  | PPJ  |
| -------- | ---------------- | -- | ---- | ---- | ---- | ---- | --- | --- | --- | --- | ---- |
| 2018–19  | Bandırma Kırmızı | 29 | 21.9 | .476 | .259 | .600 | 6.8 | 1.2 | .8  | .7  | 10.8 |
| 2019–20  | Teksüt Bandırma  | 22 | 13.5 | .511 | .000 | .586 | 3.9 | .6  | .5  | .4  | 5.0  |
| 2020–21  | Beşiktaş         | 34 | 28.1 | .626 | .212 | .812 | 8.9 | 2.7 | 1.3 | 1.5 | 18.6 |
| Carreira | Carreira         | 85 | 21.1 | .537 | .157 | .666 | 6.5 | 1.5 | .8  | .8  | 11.4 |

## Prêmios e homenagens
National Basketball Association
- NBA All-Star: 2025